# Kilomeni
Kilomeni ist ein Verwaltungsbezirk (Ward) des Distrikts Mwanga in der tansanischen Region Kilimandscharo.

## Geografie
Kilomeni liegt im Nordosten von Tansania an der Südspitze des Nördlichen Pare-Gebirges. Der Bezirk grenzt im Norden an Chomvu, im Osten und im Süden an Kwakoa, im Westen an Lembeni und im Nordwesten an Ngujini. Bei der Volkszählung 2022 lebten 3909 Menschen in 996 Haushalten auf einer Fläche von 30,4 Quadratkilometern.

## Gliederung
Der Bezirk besteht aus zwei Gemeinden (Mtaa) mit 16 Orten (Kitongoji):
| Kilomeni - Makokonto - Kivunguya - Vamba - Mrigha - Mlevo - Kilomeni - Bumbuli - Vungi - Ngujini - Ngageni | Sofe - Sofe - Kwamba - Sofe Kati - Kwa Monge - Sherati - Mangofi |

## Wirtschaft und Infrastruktur
- Bildung: Die Kilomeni Secondary School ist eine von der katholischen Kirche geführte weiterführende Schule mit Öffentlichkeitsrecht, die Mädchen bis zur 4. Stufe ausbildet.[8] Mädchen und Burschen nimmt die staatliche Maghare Secondary School auf.[9][10]
- Gesundheit: In der Gemeinde Kilomeni befindet sich eine von der katholischen Kirche geführte Apotheke,[11] in Sofe eine staatliche.[12]

## Sonstiges
- Pfarre: Kilomeni ist seit 1909 Sitz einer katholischen Pfarre, die zur Diözese Same gehört.[13]
- Langfühlerschrecke der Familie Weta: Im Jahr 2015 wurde mit Libanasa kilomeni eine neue Spezies der Unterfamilie Lutosinae gefunden.[14]